# Нересниця
Нере́сниця — село в Україні, у Закарпатській області, Тячівському районі. Розташована поруч з дорогою Тячів — Усть-Чорна, за 15 км від траси Н-09 Львів — Мукачеве — Рахів, за 22 км від м. Тячів і за 35 км від смт Солотвино. Адміністративний центр Нересницької сільської громади.

## Населення
За даними всеукраїнського перепису населення 2001 року в селі мешкало 3732 осіб.

### Мова
Розподіл населення за рідною мовою за даними перепису 2001 року:
| Мова            | Кількість | Відсоток |
| --------------- | --------- | -------- |
| українська      | 3701      | 99.17%   |
| російська       | 19        | 0.54%    |
| угорська        | 6         | 0.16%    |
| білоруська      | 2         | 0.05%    |
| румунська       | 1         | 0.03%    |
| інші/не вказали | 2         | 0.05%    |
| Усього          | 3732      | 100%     |

## Географія
Нересниця лежить на північний схід від районного центру м. Тячева, між селами Новоселиця, Вільхівці та Підплеша. Більша частина села розкинулась у прирічковій долині річки Тересви, а також у вузькій долині вздовж нижньої течії річки Лужанки.

### Урочища
Неподалік від села знаходиться урочище Черлений камінь, відоме своїми чотирма великими кількаповерховими печерами загальною довжиною 200—700 м, глибиною 24-56 м. Породи печер Черленого Каменя мають характерний темно-червоний колір, що пояснюється наявністю заліза або його оксиду в цементуючій складовій породи; в печерах також багато глини.
У мальовничому урочищі Шовагуське знаходяться два солоні озера, кожне з яких глибиною 15 м, площею 1 га. Уже понад 200 років люди беруть із озер білосніжну ропу, яку добувають у так званих колодязях-кадовбах.
Легенда стверджує, що у XVIII ст. тут була невелика соляна шахта. Зверху над шахтою стояла дерев'яна церква. Коли шахту вже покинули, одного дня невеликий потічок після великої бурі розлився так, що затопив шахту, підмив опори і ґрунт разом з церквою осів на глибину, а зверху яму залило водою — так утворилося озеро Солоне. Як стверджують старожили, якщо ввечері уважно прислухатися, то можна почути мелодію церковних дзвонів, по яких б'ють підводні течії озера.

### Топоніми
На території села Нересниця зливаються дві річки: Тересва і Лужанка, де відбувається масовий нерест риби, тому за переказами село дістало назву від слова «нерест» — Нересниця. До речі, населення довколишніх сіл і до цього часу вживає іншу назву села – «Здерчаники». Її походження теж не випадкове: мешканці цього села любили ловити рибу, що в народі мала назву «здерка» через те, що була дрібна і худа.
Згідно з легендою, серед жителів села у XVIII-XIX ст. переважали Михайлі. Це прізвище також пов’язане з рибальством, адже ловлячи рибу, люди вимахували вудилищами, звідки пішла й назва «Махайло», а під впливом угорської мови воно перетворилося на Михайльо.

## Історія
Археологічні дані говорять про те, що територія села була заселена ще в епоху бронзи.
Перша згадка про Нересницю датується 1451 роком. Колись частину села займали королівські маєтки. З Сивої давнини, аж до 1855р. жителі села займалися видобуванням солі. Тривалий час село належало феодальній сім’ї Татулів і духовному ордену Піаристів, котрі, як засвідчують документи, датовані 1751 роком, вважали залежне населення «своїми рабами».
З давніх-давен у зв’язку з малоземеллям протягом всього часу дорадянської історії села, більша частина працездатного населення виїжджала у різні країни шукаючи роботу. Важке економічне становище були змушені визнати і представники влади. Так окружний начальник у своєму звіті за 1928 рік писав: ”Найважче становище існує у нотарських парафіях сіл Нересниця і Ганичі з тієї причини, що народи цих парафій складаються з найбідніших сіл”. До перших жителів Нересниці належать також Гасинці. Вважається, що їхнє прізвище – від слова «гасити». Дещо пізніше в селі з’явилися Мурги.. Всі однофамільці – практично родичі між собою, оскільки є нащадками спільного предка. З часом Михайлі, Гасинці та Мурги поріднилися між собою, бо брали собі жінок один в одного. Одружуватися з дівчиною, яка мала те саме прізвище, не можна було. Дозвіл на це почали видавати лише після першої світової війни, і то за умови спорідненості не ближче четвертого покоління. В одруженні з однофамільцями були зацікавлені лишень багатії, які намагалися зберегти у своїх руках землю й багатство.
Населення, переважно русини (українці), були православними і греко-католиками.
У ХІХ ст. селище мало власну символіку: печатку з зображенням гори, біля підніжжя якої росте листяне дерево, а на вершині стоїть замок з однією зубчастою вежею, над яким ангел тримає вінок. Довкола герба напис угорською мовою: ALSÓ NERESZNITZE HELYSEGENEK PECSETJE 1842 ("Печатка селища Нижня Нересниця. 1842").
У 1910 році в селі проживало 1586 осіб, з них 168 угорців, 356 німців, 1061 русин. 23 особи ходило до римо-католицької церкви, 1135 — до греко-католицької, а 426 осіб були євреями і сповідували юдаїзм. Перед тим, як набрав чинності Тріанонський договір, село належало до Марамороського комітату. Колись через село проходила вузькоколійна залізниця Тересва — Усть-Чорна. Залізницею курсували пасажирські й товарні потяги. Нині залізниця не діє, а колії та мости зруйновані.
У 1920 році в село приїхав учитель Андрій Буркатський, який і став директором Нересницької горожанки. Він же створив місцевий духовий оркестр, яким безпосередньо керував ( на фото вгорі).
У 1922 році, коли Закарпаття входило до складу Чехословаччини, на кошти Червоного Хреста білоемігрант з Росії Вікентій організував у Нересниці школу для підготовки робочої сили, якої потребувала чехословацька промисловість. У цій дворічній школі навчали ковальській, столярній справі, шиттю і кравецтву. Учнів набирали з бідняків, віком 10-12 років. Водночас була відкрита й школа-інтернат, що стала притулком для дівчаток-сиріт. Відкрила її пані Велерова. Тут дівчаток навчали грамоти й веденню хатнього господарства.
Після смерті пані Велерової школа-сиротинець перейшла під керівництво відділу освіти Чехословаччини. По якомусь часі Марія Василівна Селеді, донька емігрантів з Карпатської Русі, яка народилася в Америці, викупила школу-сиротинець. У цьому їй допомогла донька Велерової та американські друзі. У 1941 році п. Селеді організовує будівництво нового двоповерхового будинку школи. Однак почалася війна, і Американське консульство звернулось до своїх громадян з проханням повернутись на батьківщину. Тож спорудження школи не було завершено. Її добудували вже в роки Радянської влади.
З давніх-давен, аж до 1855 року мешканці Нересниці займалися видобуванням солі, яку транспортували на бокорах до замовників. За переказами старожилів, у Солоному були три шахти. Їхнє кріплення було виготовлено з тесаних дубових брусів, воно тримало на собі доволі товстий шар землі. Коли дощової осені гірські потічки наповнилися водою, і перенасичена земля вже не могла її поглинути, почалося заповнення шахти ґрунтовими водами. Ніхто не сподівався лиха, коли на солекопів, що прорубали шар солі, раптово з отвору сильним потоком хлинула вода, якою, вочевидь, була заповнена сусідня порожнина шахти. Люди ледве встигли врятуватися і вийти на поверхню.
Так припинила своє існування остання з трьох солекопалень, яка називалася Седлакова (за прізвищем власника) і була затоплена водою. Після катастрофи усі солекопи розбіглися, хто куди. Більша частина переїхала в Солотвино, де умови праці були кращими.
За переказами, у Солоному було справжнє село: вибудована церква, будинок Седлака – власника солекопальні, хати-землянки. Та коли сіль із шахти вибрали, частина гори зірвалася і повністю знищила поселення. Церква потонула в озері, а один із трьох дзвонів дивом затримався між деревами. Від сильного удару він тріснув, проте його перенесли у Нересницьку церкву, яка знаходиться у центрі села.
До озера, за ропою, приїжджали селяни з усіх навколишніх сіл. Адже сіль у крамниці можна було придбати не завжди, та й коштувала вона дуже дорого. Ропу, яку набирали в бочки, використовували для приготування їжі, давали худобі. Часто її «варили» у великих казанах та котлах, щоб запастися сіллю на тривалий час. Та якщо у двір навідувався фінансовий агент і бачив, що селяни збирали сіль, їх карали, бо переробка ропи була заборонена законом.
Солене озеро знаходиться на четвертому кілометрі від центру Нересниці. Площа його становить 500 кв.м. Зараз озерна вода вже не солона, вочевидь, сильно замулене дно не дозволяє солі просочуватись у воду.
Довкіл озера й зараз можна побачити залишки дерев’яних колод, кріплення колишньої шахти, на берегах зосталися сліди фундаментів та будівель. Неподалік є колодязь, що був викопаний на території Седлакової копальні. Тут і зараз можна набрати солоної води (ропи), чим користуються місцеві мешканці. Дехто навіть ухитряється тут-таки засолювати свіжатину.
Безперечно, Солоний та солене озеро є свідками подій, з якими пов’язана історична минувшина нашого села, його жителів.
23 червня 2014 року у селі горіла церква святого Пантелеймона.
Неподалік від села знаходиться урочище Черлений камінь, відоме своїми чотирма великими кількаповерховими печерами загальною довжиною 200—700 м, глибиною 24-56 м. Породи печер Черленого Каменя мають характерний темно-червоний колір, що пояснюється наявністю заліза або його оксиду в цементуючій складовій породи; в печерах також багато глини.
У мальовничому урочищі Шовагуське знаходяться два солоні озера, кожне з яких глибиною 15 м, площею 1 га. Уже понад 200 років люди беруть із озер білосніжну ропу, яку добувають у так званих колодязях-кадовбах.
Легенда стверджує, що у XVIII ст. тут була невелика соляна шахта. Зверху над шахтою стояла дерев'яна церква. Коли шахту вже покинули, одного дня невеликий потічок після великої бурі розлився так, що затопив шахту, підмив опори і ґрунт разом з церквою осів на глибину, а зверху яму залило водою — так утворилося озеро Солоне. Як стверджують старожили, якщо ввечері уважно прислухатися, то можна почути мелодію церковних дзвонів, по яких б'ють підводні течії озера.

### Присілки
Камінець
Камінець - колишнє село в Україні, в Закарпатській області.
Обєднане з селом Нересниця
Згадки: 1902: Kaminecz , 1907: Kaminecz, 1913: Kaminecz.

## Сакральні споруди
Вперше село згадують у XIV ст. 20 липня 1648 р. єпископ Тарасович посвятив вівтар у місцевій церкві св. Іоана Хрестителя.
У 1751 р. тут була дерев’яна церква св. Іоана з двома дзвонами, прикрашена маленькими образами. У 1801 р. згадують дерев’яну церкву в Нижній Нересниці.

### Церква св. арх. Михайла. 1813.
Церкву св. арх. Михайла двозрубну, тридільну збудував Дмитро Гасинець у 1813 р. Іконостас вирізав Петрус Томашко в 1822 р., а ікони намалював Михайло Манкович з помічником Олександром Дуковським у 1825 р.
Про все це написано латиною на звороті “Тайної вечері”:
“1825 | Pinxit Michael Mankovits cum adjuncto | sibi Alexandro Dukovsky Parocho tunc existente | Domino R. Basilio Gribovszky sub Curator | Sculpsit cuum Petrus Tomasko. 1822 sub Curator | Alexio Michalyo. Extructa vero Eclesia hoc | 1813 Ad Parocho D. A. R. Theodora Kosztevits. mami | Dimitrii Haszinets. Expe: Comunitatis et | Adju Camera”.
Церква є чудовим зразком дерев’яної готики Потисся. Колись такі церкви з високими шпилями стояли в кожному селі над Тисою та її притоками.
На жаль, цей район зазнав чи не найбільших руйнувань релігійних споруд за роки радянської влади. Нересницька церква – єдина збережена дерев’яна церква в долині Тересви – великої притоки Тиси.
Найбагатше художньо оздоблено вхід до церкви: ґанок утворено вишукано профільованими стовпчиками та оббито фігурно вирізаними дошками, одвірки вхідних дверей пишно прикрашено рельєфним поліхромним різьбленням у вигляді “мотузки” з перев’язками та пелюстками. Пам’ятка чудово розташована на високому схилі, на тлі величної панорами Карпат. Довкола старий цвинтар з кам’яними хрестами. Після закриття Михайлівської церкви дерев’яну дзвіницю перенесли до православної дерев’яної церкви, збудованої в 1923 р.
Багато років у церкві містився етнографічний музей, а з 1991 р. її повернуто місцевій греко-католицькій громаді. Поряд збудовано нову дерев’яну дзвіницю. Інтер’єр церкви перероблено, ікони М. Манковича перемальовано. 
25 березня 2003 року церква згоріла. У 2011 році копію цієї церкви було вирішено звести в Ужгороді.
Докладніше: Церква святого Архістратига Михаїла (Нересниця)

### Церква Різдва пр. богородиці. 1998.
Землю для спорудження церкви купив Іван Веприк, заклавши свою власну ділянку. Збудували храм місцеві майстри, про що повідомляє напис на зворотному боці іконостаса: “ПРАВОСЛАВНА ЦЕРКВА | РОЖДЕСТВА БОЖОЙ МАТЕРИ ПОСТРОЕНА | 1922 г. МАЙСТРЫ | ГАСИНЕЦ ІВАН М. РОШКАНЮК ВАСИЛЬ П. ДОСТРОЕНА 1923 г.” Причетним до будівництва був ще один Іван Веприк.
Стіни розмалював учитель-емігрант з України Петренко. Розповідають, що нижній ряд ікон намалювали у Пряшеві. Ще один напис повідомляє про малювання ікон у 1970 р. за священика ієромонаха Пантелеймона. Біля церкви встановлено дерев’яну дзвіницю, що колись стояла біля стародавньої церкви. Найдавнішим є великий дзвін, відлитий у 1869 р. в Будапешті Францом Вальзером.
Дерев’яна церква вже давно не вмішувала всіх вірників, і громада за ініціативою голови церковного комітету Михайла Заяця та за підтримки священика о. Василія взялася за спорудження нового цегляного храму. Проект нижнього ярусу розробила інженер Людмила Непомняща. Освятив місце єпископ Мефодій. Багато зусиль до будівництва докладають дяк Іван Іванович Гасинець та Іван Васильович Гасинець, що виготовив вікна і двері. Церкву освятили в 1998 р.
Нову церкву збудовано також у присілку Прікалово.